# Il gran maestro di Santiago
Il gran maestro di Santiago è un dramma scritto da Henry de Montherlant nel 1945 e rappresentato per la prima volta al Théâtre Hébertot nel 1948. È un dramma austero e scarno in cui ogni elemento concorre alla costruzione del personaggio principale quale termine di confronto per tutta l'umanità. È la prima opera della cosiddetta trilogia cattolica dei «drammi sacri».

## Trama
Don Alvaro Dabo, maestro dell'ordine cavalleresco di Santiago persegue in un crescente isolamento un ideale di vita monastica ed ascetica. Tutto ciò che può distoglierlo da questo suo ideale, la gloria, la ricchezza, l'affetto stesso della figlia Mariana, è allontanato inesorabilmente dalla sua vita.
L'azione, ridotta al minimo, consiste solo nel tentativo da parte di tutti i cavalieri e in particolare di don Bernal, padre del giovane amato da Mariana, di indurre don Alvaro a partire per il Nuovo Mondo dove potrà servire la patria e acquistare insieme gloria e ricchezza.
Da parte del Maestro di Santiago non vi è che il rifiuto reciso ed assoluto a tale proposta («L'oro faceva gola, allora [prima della presa di Granada], perché dava potere, e il potere serviva a fare grandi cose. Ora invece si ama il potere perché frutta oro, e quell'oro serve a far bassezze»). Mariana cede un momento alla lusinga di un amore terreno e di una vita meno austera ma rientra ben presto, sacrificando tutta sé stessa, nell'orbita morale del padre, da cui è infine accolta come partecipe dello stesso ideale di perfezione. («Dio non vuole né cerca: Egli è l'eterna calma. Non volendo niente tu rispecchierai Dio. [...] Partiamo per vivere. Partiamo per essere morti e viventi in mezzo ai viventi»).

## Adattamenti
La Rai realizzò una trasposizione televisiva per il pubblico italiano, con la regia di Enzo Ferrieri e Lydia C. Ripandelli, trasmessa sul Programma Nazionale il 21 gennaio 1959. Tra gli interpreti, Marcello Bertini, Augusto Mastrantoni, Ferruccio Soleri.